# Animalisms
Animalisms è il terzo album in studio della discografica britannica del gruppo rock inglese The Animals, pubblicato nel 1966.

## Tracce
Side 1
1. One Monkey Don't Stop No Show (Joe Tex) - 3:18
2. Maudie (John Lee Hooker) - 4:01
3. Outcast (Ernie Johnson, Edgar Campbell) [single version] - 3:02
4. Sweet Little Sixteen (Chuck Berry) - 3:05
5. You're On My Mind (Eric Burdon, Dave Rowberry) - 2:52
6. Clapping (Rowberry) - 1:18

Side 2
1. Gin House Blues (Henry Troy, Fletcher Henderson) - 4:36
2. Squeeze Her, Tease Her (Alonzo Tucker, Jackie Wilson) - 2:57
3. What Am I Living For (Fred Jay, Art Harris) - 3:11
4. I Put a Spell on You (Screamin' Jay Hawkins) - 2:54
5. That's All I Am to You (Otis Blackwell, Scott) - 2:22
6. She'll Return It (Burdon, Rowberry) - 2:40